# Præsten fra Havet
Præsten fra Havet er en dansk stumfilm fra 1918.
- Manuskript Martin Jørgensen og Louis Levy.
- Instruktion Fritz Magnussen.

Blandt de medvirkende kan nævnes:
- Cajus Bruun
- Gudrun Bruun Stephensen
- Olaf Fønss
- Fritz Lamprecht
- Augusta Blad
- Oscar Nielsen